# Oksana Schkurat
Oksana Jurijiwna Schkurat (ukrainisch Оксана Юріївна Шкурат; englisch Oksana Yuriyivna Shkurat; * 30. Juli 1993 in Sumy) ist eine ehemalige ukrainische Hürdenläuferin, die sich auf die 100-Meter-Distanz spezialisiert hat.

## Sportliche Laufbahn
Erste internationale Erfahrungen sammelte Oksana Schkurat im Jahr 2016, als sie bei den Olympischen Sommerspielen in Rio de Janeiro mit 13,22 s in der ersten Runde über 100 m Hürden ausschied. 2019 gewann sie bei den Balkan-Meisterschaften in Prawez in 13,34 s die Bronzemedaille hinter der Griechin Elisavet Pesiridou und ihrer Landsfrau Hanna Tschubkowzowa. 2021 bestritt sie ihre letzten offiziellen Wettkämpfe und beendete daraufhin ihre aktive sportliche Karriere im Alter von 27 Jahren.

## Persönliche Bestzeiten
- 100 m Hürden: 13,22 s (+0,4 m/s), 24. Juni 2016 in Kiew
  - 60 m Hürden (Halle): 8,33 s, 13. Februar 2015 in Sumy